# Forollhogna nationalpark
Forollhogna nationalpark är en nationalpark i fjällområdena i Innlandet och Trøndelag fylken i Norge, mellan Orkla, E6, Gauldalen och Glomma. Parken inrättades 2001 och blev landets 19:e nationalpark. Den täcker ett 1 062 km² stort område i Tynset, Tolga och Os kommuner i Innlandet fylke samt Holtålens, Midtre Gauldals och Rennebu kommuner i Trøndelag fylke.

## Geografi, landskap och geologi

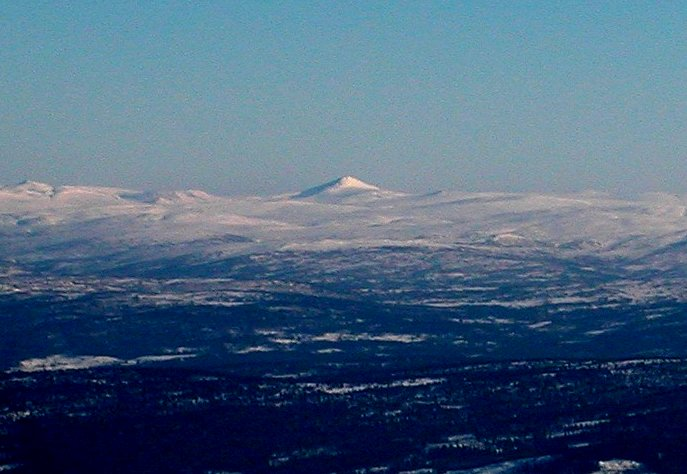
Forollhogna

Landskapet består av låga toppar, sjöar och små åar. I dalarna in mot nationalparken ligger fäbodar.
Berggrunden är näringsrik och vittrar lätt, vilket ger grund för en rik flora.
Den högsta punkten är Forollhogna (1 332 m ö.h.).

## Flora och fauna
Fjällbjörk och vide är vanliga. Kungsörn, jaktfalk och blå kärrhök finns i parken. Vildrenstammen är stor och stabil, järv och fjällräv finns i blygsam omfattning. I övrigt finns ett varierat bestånd av smågnagare och goda bestånd av dalripa, älg och hjort.

## Kulturminnen
Området har brukats av människor i flera tusen år, rester av boplatser och offerplatser är spår av samiska och andra bosättningar. Man har funnit många djurgravar och fångstanläggningar.
Pilgrimsleden till Nidaros (Østerdalsleden) går genom nationalparken. Antalet kulturminnen tyder på att den allmänna färdvägen mellan dalarna gick över fjället. Efter bildandet av Røros kopparverk transporterades koppar från Dalsbygda till Støren över fjället eftersom det var lättare än att färdas nere i dalarna.
Husgrunder visar att området har varit viktigt för fjällslåtter för alla bygder runt fjället.